# Каішаурні
Каішаурні (груз. კაიშაურნი) — село в Грузії.
За даними перепису населення 2014 року в селі проживає 12 осіб.